# کاروانسرای ساغند
کاروانسرای ساغند مربوط به دوره صفوی - دوره قاجار است و در شهرستان اردکان، روستای ساغند واقع شده و این اثر در تاریخ ۳۰ شهریور ۱۳۷۸ با شمارهٔ ثبت ۲۴۱۷ به‌عنوان یکی از آثار ملی ایران به ثبت رسیده است.